# Bart Arens
Bart Arens (Lisse, 2 maart 1978) is een Nederlandse radio-dj en muziekproducent.

## Biografie
Arens luisterde in zijn jonge jaren voornamelijk naar klassieke muziek. Hij hield van Johann Sebastian Bach, Wolfgang Amadeus Mozart en Modest Moessorgski en speelde het werk van deze mannen op zijn piano. Via zijn zus kwam hij in aanraking met popmuziek.
Gaandeweg ontwikkelde hij een voorliefde voor dance en ging hij tracks produceren. Hij deed dat samen met zijn vriend Tom van der Geer onder de naam Club Caviar. Hun grootste succes boekten ze toen ze “Blow Ya Mind” van Loc ‘N’ Load remixten. Die single kwam tot nummer 6 in de UK Singles Chart en behaalde  in andere landen zoals de VS, Finland, Moldavië en Rusland de hitlijsten.
In totaal werden er wereldwijd meer dan een half miljoen exemplaren van “Blow Ya Mind” verkocht. Later volgden er remixes voor onder andere Moloko. Op een gegeven moment kwam er een einde aan Club Caviar, maar toen was Arens al begonnen met zijn radiocarrière.
Arens' radiocarrière begon in 1994 bij de lokale omroep Holland Centraal in Leiden. Hij presenteerde er tot 2000 een danceprogramma, gevolgd door een show op zaterdagmiddag met Peter Kadiks. In 2003 maakte hij de overstap naar 3FM. Daar begon hij in de nacht en werkte hij als producer van Swijnenstal, totdat in februari 2007 Corné Klijn stopte met een groot gedeelte van zijn programma’s bij de TROS. Arens mocht die overnemen en presenteerde vanaf dat moment de Mega Top 50 en De radioshow van Bart. 
Vanaf januari 2010 maakte Arens op vrijdag tussen 18 en 19 uur 3FM Weekend Request. Op 4 september 2008 won hij de Marconi Award voor 'Aanstormend talent'.
Op 20 november 2014 werd bekend dat Arens NPO 3FM na 11 jaar zou gaan verlaten. De dj volgde Daniël Dekker op die na 16 jaar stopte met zijn programma De Gouden Uren op NPO Radio 2. Arens startte een nieuw programma vanaf maandag 5 januari 2015 onder de naam Aan De Slag!. Het is net als de Gouden Uren elke werkdag te horen tussen 9 en 12 uur in de ochtend. Sindsdien presenteert hij ook elk jaar de Top 2000 tussen 10 en 12 uur en verzorgt een muzikale mash-up als openingsshow.

## Privé
Arens is getrouwd en heeft drie kinderen.